# 谢里夫家族
谢里夫家族是一个来自巴基斯坦的政治家族，該家族以巴基斯坦旁遮普省拉合爾為基地。該家族來自克什米尔人部落。 谢里夫家族的興起始於米安·穆罕默德·谢里夫，他是巴基斯坦兩任总理納瓦茲·謝里夫和夏巴茲·謝里夫的父亲。